# ブラウン方式
- 逆ブラウンチケット方式で用いられていた回数券
- 画像外部リンクで示されているような、貸出券や装備例
- 貸出の動作原理を示した図

ブラウン方式（ブラウンほうしき、英: Browne charging system、Browne issue system）は、図書館における図書の貸出方式の一つで、カード式貸出法に大別される。貸出券の独特な形状から「袋形貸出方式」とも呼称される。
貸出券・ブックカード・返却期限票の組み合わせにより貸出記録を作成することが本方式の基本原理で、「記入する必要がない」こと、「貸出記録がいつまでも残らない」ことを大きな特徴とする。
本項では、ブラウン方式の変形方式についても併せて記述する。

## 概要
アメリカの図書館員であったニーナ・E・ブラウン (Nina E, Browne) が考案し、1885年発行の『ライブラリージャーナル』で発表、イギリスのジェームス・ダフ・ブラウンが改良した。
日本においては、日本図書館協会が導入を推奨したため、最も用いられた貸出方式であり、1980年代には日本の図書館における貸出方式のデファクトスタンダードとなった。しかしその後、2000年4月時点では日本の図書館の貸出業務の80%がコンピュータ方式となったことから、採用する図書館は減少している。

## 歴史
簡便なことや記録時に利用者を待たせないことなどを利点として挙げ、ライブラリー・ビューロの司書であった、アメリカのニーナ・E・ブラウン（Nina. E. Browne, 1860年 - ?）が1895年のLibrary Journalで発表する。その後、イギリスのジェームス・ダフ・ブラウン（英語: James Duff Brown）が改良する。本方式はアメリカではニューアーク方式の導入前までは利用されていたが、広く採用されることはなかった。他方、イギリスではフォトチャージング方式やコンピュータ方式の導入までは最もよく利用される貸出方式となり、「ブラウン方式は今やイギリス伝統の貸出方式と思われている」（"[The Browne system] is now considered traditionally a British method"）とまで言われるようになった。
この方式は日本でも今沢慈海によって早くから伝えられたが、1923年に東京市立日比谷図書館 (現在の日比谷図書文化館) が本方式より着想を得て採用した「捺印移動式」の他、導入されることはなかった。その後、貸出を中心とする図書館奉仕に舵を切り始める1965年頃より、ブラウン方式を導入する館が現れ始める。
さらに、1970年に発行された『市民の図書館』においてブラウン方式が紹介されたことから、導入する図書館が増え、1975年に行われた『日本の図書館』の付帯調査で、日本の公共図書館の半数が、ブラウン方式かその変形方式を採用していることが明らかになるなど急速に普及してゆく。
しかし、コンピュータによる貸出方式が普及することで、日本の公立図書館の8割（2000年時点）がコンピュータを貸出業務に利用するなど、日本においてはブラウン方式を採用し続ける図書館は減少していった。
一方で、ICT化が進んでいない図書館においては、ブラウン方式が採用されることもある。例えば、ジンバブエの首都・ハラレの公共図書館は財政不足でICT化が進んでいない一方で、ブラウン方式による貸出が効果を発揮している。
ブラウン方式は、簡素で導入しやすいものの、大規模図書館には向かない方式であると言える。

## 手続き
貸出方式は図書館によって千差万別であり、全く同じ方式を採用している図書館は一つとして存在しないと言われているが、各種文献によれば概ね次のように貸出・返却・督促・予約業務がされていたようである。なお、以下に示すのは通常のブラウン方式（特にこの方式をstraightforward Browne methodという）の手続きであり、変形ブラウン方式については後述する。

### 構成要素
ブックカード、ブックポケット、返却期限票、貸出券の4つが本方式の主要な構成要素である。
全ての貸出図書に予め、ブックカード・ブックポケット・返却期限票の3点を一揃い用意する。また、利用者には「貸出券」を交付する。一人あたりに交付する貸出券の数が同時貸出の上限となる。
1. ブックカード：請求記号・書名・著者名・受入番号などを記載する[19]。貸出・返却手続きの中で追記することはない。
2. ブックポケット：上部及び右部が開かれた袋状で、ブックカードを本に保持させるために裏表紙の内側などに貼り付けておく。
3. 返却期限票：返却期日を記入（押印）する欄が多数並んだ用紙。ブックポケット同様、図書に貼り付けておく。欄が埋まったら交換する。
4. 貸出券：上部及び右部が開かれた袋状で、利用登録の際に利用者の名前・登録番号・有効期限・督促時の連絡先[18]などを記入しておく。

### 貸出
利用者は、貸出を希望する図書を同じ数の貸出券と一緒に図書館員へ提出する。図書館員は以下の手続きを行う。
- 返却期限票に返却期日を押印する。これは貸出中に利用者が参照するだけでなく、返却手続きでも参照される情報である。
- ブックポケットからブックカードを抜き出し、貸出券に挿入する。この組合せが本方式で唯一の貸出記録（どの利用者にどの本を貸しているか）となる。
- 貸出記録を返却期日順に保管する。これは督促（後述）を漏らさず行うためである。同日内の順列については図書館により異なる[10][5][20][注釈 3][21]。
- 図書を利用者に貸し出す[20]。

### 返却
利用者から図書の返却を受けたとき、図書館員は以下の手続きを行う。
- 返却期限票の日付と図書名などを頼りに、返却図書の貸出記録を探し出す。
- 貸出記録からブックカードを抜き取り（この時点で貸出記録は消滅する）、図書のブックポケットへ戻す[10]。
- ブックカードが抜かれた貸出券は利用者へ返却する[10]。
- 貸出記録に予約情報（後述）が入っていなければ、図書は書架に戻す。予約があれば別途取り置く。

### 予約
利用者から予約があったときは、書架と貸出記録の両方を探し、在架であれば取り置き、貸出記録があればそこに予約を示すカード等を挿入する。貸出記録の検索は、図書名や登録番号を元に当たる。

### 督促
図書館の日次業務として、その日（または前日）が返却期限の貸出記録が全て督促対象となる（期日までに返却されていれば既に貸出記録は存在しない）。貸出券に記入された利用者情報はこの時に参照する。

## 特徴
ブラウン方式の利点・欠点を以下に挙げる。本方式を元に工夫してこれらの欠点を改善した方式も存在する（詳細は#ブラウン方式の変形方式を参照）。

### 利点
- 装備や貸出手続の簡便さ[8]
  - カードの挿し入れ、返却期限票への押印に終始する機械的業務で楽[23]。
    - アルバイトのような未熟な図書館員や利用者が貸出手順を理解しやすい[24]。

  - 利用者・図書館員の双方が何も書かずに済むので迅速[25]。
- 秘匿性
  - 貸出記録が返却の度に消滅するため、利用履歴を他者に知られるリスクが低い[1]。
- 予約処理が可能
- 督促処理が可能
  - 督促対象が自動的に残るため、選ぶ手間がなく漏れが出にくい。
  - 連絡先が貸出券に記載されており、いちいち登録者名簿を参照しなくてよい[25]。
- 拡張性
  - 「小説の同時貸出を制限する」[注釈 4]「本によって貸出期間を変更する」といった処理も簡単に実装できる[27]。

### 欠点
- 規模の上限
  - 貸出記録が増えるほど、返却・予約の際の検索の手間が増大していくため、大規模な図書館では対応できなくなる[5]。
    - 返却手続きでは貸出券を利用者に返す必要があるので、図書館員が記録を見つけ出すまで利用者を待たせてしまう[10][5]。同じ理由で返却ポストを設置しにくい。
    - 返却手続を行うカウンター内に貸出記録を置いておく必要があり、大規模図書館になるほどスペース確保が難しい[24]。
    - 予約申込みを受けた図書の貸出記録を検索する際は、返却期日が分からないため検索の手間が（返却手続きよりも）更に増す[注釈 5]。
- 記録の消失
  - プライバシー保護の面では利点でもあるが、貸出記録が消滅することで各種統計調査は不可能となる[29]。

## ブラウン方式の変形方式
ブラウン方式は図書館業界に広く知られたが欠点も存在するため、より効率的な運用を目指そうと、以下に示すような変形方式も開発・使用されてきた。

### 逆ブラウン方式

上段がブラウン方式、下段が逆ブラウン方式で左から貸出券・ブックカード及び貸出記録としての形。保管箱から貸出記録を取り出す際、通常のブラウン方式（上段右）ではブックカードだけが貸出券から抜けてしまうことがある。貸出券ごと摘み上げる手間を、物理的に不要にするのが逆ブラウン方式（下段右）である。

逆ブラウン方式（英: reverse Browne charging system）では、カード状の貸出券と袋状のブックカードを用いる。その他は通常のブラウン方式と同一である。ブラウン方式とは貸出券とブックカードの形状が「逆になる」ためこの名称がある。
手続き方法はブラウン方式と同じなので、逆ブラウン方式も同じ利点・欠点を持つ。しかし逆ブラウン方式は以下の点で優れている。
- 貸出記録抜き取り時の事故防止
  - 貸出記録は返却期日順に保管箱に収められ、隙間なく詰まっていても探しやすいよう、図書名や管理番号はブックカードの上端に記載されている。しかし目的の記録を見つけ出して引き抜く際、通常のブラウン方式の形状ではカードだけ抜いてしまう事故が起こりやすい。ブラウン方式では貸出券とブックカードの組合せが唯一の貸出記録であるためこの事故は看過できない。逆ブラウン方式の形状では事故が起こらず[32]、そのためピックアップに要する時間も短縮できる[29]。
- 貸出券のカード化
  - 利用者が持ち歩くものなので、耐久性のある厚紙で作られる。これを袋状にすると厚くて携帯しにくい上、一人に複数発行すればそれだけ費用もかかる[29][注釈 6]。カード形貸出券はこれらを解消する。
- ブックカード
  - 常に図書館で保管するため貸出券よりは薄い紙でよい。こちらを袋状にする逆ブラウン方式の方が、加工費用を少なくできる。
- 貸出記録
  - 逆ブラウン方式の方が保管時も薄いため省スペースになる[33]。

これらの特徴から、遠山義樹 1977, p. 3では、「能率の良さは，ブラウンの比ではない」としている。一方で『市民の図書館』での紹介が「ブラウン方式の逆」程度に終始したため「どちらも大差ない」との印象を与えてしまい、日本での導入館は少なかった。

### 回数券方式
貸出券を使い捨ての回数券、ブックカードを袋状とする変形方式で、逆ブラウンチケット方式とも呼ばれる。チケットには利用者の登録番号が記されており、貸出時の処理はブラウン方式とほとんど同じだが、返却時に貸出券 (ここではチケット) を利用者に返さずに捨てる。
ブラウン方式（や逆ブラウン方式）に比べ、
- 利用者は貸出券返却のために待つ必要がなくなる[36][注釈 7]。
- 貸出券を返す必要がある他方法に比べ、返却ポストを導入しやすい[38][注釈 8]。
- 図書館員は空いた時間に処理が出来る[35]
- 当日分以外の貸出記録をカウンターに置かずにすむため、利用者のプライバシー保護を強化することができ[39]、また利用者によるいたずらも防止できる[38]。
- 同時貸出の制限を撤廃することができる[32]。

といった利点が挙げられる。
一方で、チケット本体には利用者への連絡先が記されていないため、督促時には登録者順の利用者名簿を参照しなければならず、面倒であるという欠点も抱えている。また、返却の証拠が残らないために、返却の有無を巡ってトラブルになる可能性もある。
日本においては、『小図書館の運営――北海道の小規模市町村における図書館サービスに関する報告書』（北海道公共図書館協会、1975年）での紹介や、北海道の置戸町立図書館の成功例が知られており、チケットを図書館に存置しておき、貸出の度にチケットに自分の登録番号を書かせる置戸町立図書館や、レジスターのように逐次的に発行させる図書館など、チケットの発行形態などでも多種多様になっている。

### 一括ブラウン方式
ブラウン方式や逆ブラウン (チケット) 方式は図書に利用者を紐付ける方法であったのに対して、一括ブラウン方式は利用者に図書を紐付ける方式である。登場当時は決まった呼称がなかったが、『貸出し』（前川恒雄、1982年）によって一括ブラウン方式と名づけられた。
利用者登録の際に、袋状の貸出券を一枚だけ、利用者へ交付する。貸出の際は、利用者は借りたい図書と一緒に交付された貸出券を図書館員へ差し出す。図書館員は、一枚の貸出券にブックカードを全て挿入し、貸出記録を返却予定日別の利用者名で配列する。利用者が返却に来たときは利用者に名前を聞き、名前を元に貸し出し記録を探す。
複数冊の貸出記録が一箇所にまとまっているため、貸出・返却・督促が極めて簡便であるという利点を持つ一方で、貸出記録が登録番号などで並んでいないため予約業務が極めて困難という欠点を抱えている。また、回数を分けて貸出を受けるときの処理が煩雑である。

#### 中小レポート方式
貸出券を（通常の）ブラウン方式のブックポケットで、ブックカードを目録カードでそれぞれ代用する方式は特に「中小レポート方式」と呼ばれる。この名称は、日本図書館協会出版の『中小都市における公共図書館の運営』（略称：中小レポート）で簡単な方式として紹介されたことによる。具体的方式は一括ブラウン方式と同様であるが、導入の際の手間が少ない利点がある。
ただし、一括ブラウン方式のことを中小レポート方式と呼ぶ例があり、混同に注意する必要がある。